# アワディー語
アワディー語（アワディーご）はインド語派の言語である。アワド語ともいう。インドのウッタル・プラデーシュ州アワド（旧称はアヨーディヤー）やネパールに話者がいる。

## 概要
アワディー語はウッタル・プラデーシュ州の中央部から東部にかけて話される。グリアソンはバゲーリー語、チャッティースガリー語とともに東ヒンディー語に分類した。
アワディー語はマトゥラーを中心とするブラジュ語と並んで、近代以前のヒンディー地帯で文学語として使われていた。文学の伝統として、アヨーディヤーと関係があるラーマを賛美するのにはアワディー語、マトゥラーと関係があるクリシュナを賛美するのにはブラジュ語を使うという変わった習慣がある。
アワディー語文学の古いものでは16世紀のマリク・ムハンマド・ジャーヤシーによるスーフィー文学『パドマーワト』がある。この作品をもとにアルベール・ルーセルはオペラ『パドマーヴァティー』を書いた。2018年の映画『パドマーワト 女神の誕生』もこの作品を元にしている。トゥルシーダースの『ラームチャリットマーナス』はアワディー語版のラーマーヤナで、ヒンドゥー教の聖典とされる。

## 方言
- Gangapari (awa-gan)
- Mirzapuri (awa-mir)
- Bagheli (awa-bag)
- Uttari (awa-utt)
- Pardesi (awa-par)
- Tharu (awa-tha)

## 文字
表記はデーヴァナーガリー文字、カイティー文字が使われる。